# Dolmen d'Axeitos

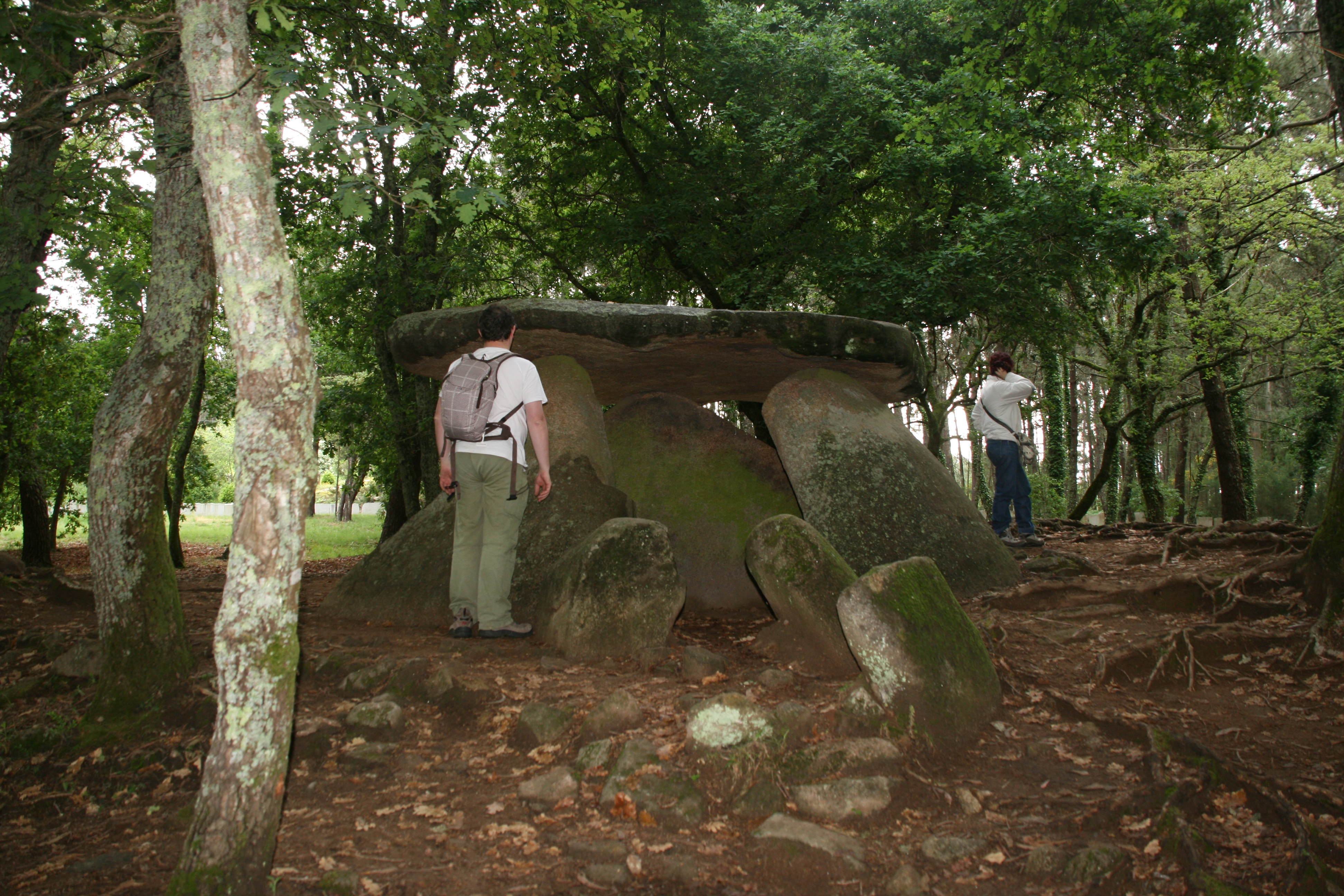
La persona al costat del dolmen, d'1,80 m d'altura, deixa a la dreta les restes del corredor

El dolmen d'Axeitos, dolmen d'Ageitos, (anta de Axeitos o pedra do mouro, en gallec) és una construcció megalítica prehistòrica situada a la parròquia d'Oleiros, municipi de Ribeira, part de la península de Barbanza en la ria d'Arousa, província de la Corunya, Galícia.
El dolmen és el que queda d'una tomba de corredor amb cambra; amb el passadís orientat a l'est, d'època neolítica, datat entre el 4000 i el 3600 ae. La construcció ocupa la part superior d'un monticle, i devia estar coberta formant un túmul tapat amb pedres. La cambra, la formen vuit ortòstats coberts per una única llosa de pedra, i en l'actualitat té una alçada de 2 m. Les restes del corredor es limiten a tres pedres menors.
Es troba algun petròglif gravat a la roca, tot i que no tots són antics, almenys un d'ells se sap que és un acte vandàlic d'al voltant del 1997.
Aquest tipus de construccions eren enterraments, la major part col·lectius i, probablement, de persones distingides. L'enterrament solia anar acompanyat d'un aixovar funerari.